# Diogmites ferrugineus
Diogmites ferrugineus là một loài ruồi trong họ Asilidae. Diogmites ferrugineus được Lynch & Arribálzaga miêu tả năm 1880. Loài này phân bố ở vùng Tân nhiệt đới.